# Reinhold Kißling

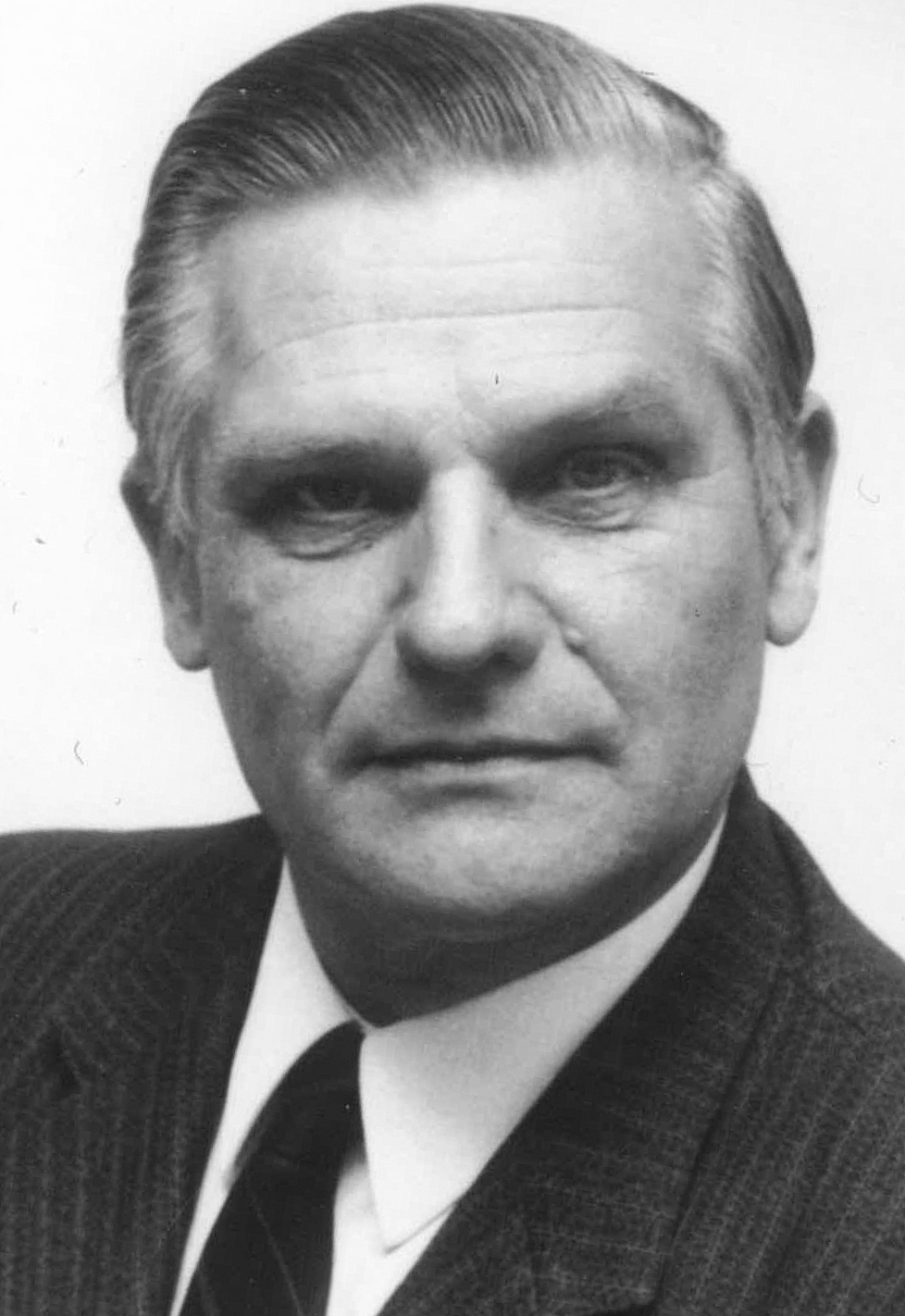
Reinhold Kißling, 1992

Reinhold Kißling (* 10. Oktober 1926 in Gaildorf; † 5. März 2021 in Neckarsulm, Baden-Württemberg) war ein deutscher Diplomlandwirt. Er hatte zahlreiche Ämter in landwirtschaftlichen Organisationen inne, unter anderem als Verbandspräsident und Verwaltungsratsvorsitzender des Württembergischen Genossenschaftsverbandes Raiffeisen/Schulze-Delitzsch in Stuttgart.

## Leben
Nach Kriegsdienst, Gefangenschaft und einer 2-jährigen Landwirtschaftslehre auf dem Gliemenhof bei Schwäbisch Hall sowie auf der Domäne Platzhof bei Öhringen studierte Kißling von 1949 bis 1952 an der Universität Hohenheim Agrarwissenschaften mit dem Abschluss „Diplomlandwirt“. Mit Studienbeginn trat Kißling in die Studentenverbindung Landsmannschaft Württembergia zu Hohenheim ein.
1954 promovierte er in Hohenheim zum Dr. agr. mit der Arbeit Ein Beitrag zur Frage der Entwicklung der Kosten für die Arbeitserledigung in der Landwirtschaft. Im selben Jahr heiratete er Gertrud Gebhard und trat in die Verwaltung der schwiegerelterlichen Pachtbetriebe Domäne Monrepos, Gutsverwaltung Heutingsheim (heute Freiberg am Neckar) und des familieneigenen Betriebes Gutsverwaltung Bonfeld ein.

## Ämter
Als Nachfolger von Hans Hege wurde Kißling 1965 in den Vorstand des Verbandes Württembergischer Zuckerrübenanbauer gewählt und 1970 zum Sprecher mit dem Titel Verbandspräsident des Fachrats der Fachvereinigung der Raiffeisen Warengenossenschaften. Nach Ausscheiden von Friedrich Brixner rückte er 1974 in den Vorstand des Verbandes nach und 1977 folgte die Wahl zum Präsidenten des Württembergischen Genossenschaftsverbandes Raiffeisen-Schulze-Delitzsch in Stuttgart. Kißling war weiterhin Mitglied des Präsidiums des Deutschen Raiffeisenverbandes in Bonn, Aufsichtsratsmitglied der Genossenschaftlichen Zentralbank in Stuttgart und der Südwestbank AG Stuttgart, Aufsichtsratsvorsitzender der Württembergischen landwirtschaftlichen Zentralgenossenschaft (21 Jahre), Vorstandsmitglied des Deutschen und des Württembergischen Weinbauverbandes (9 Jahre), Vertreter des Deutschen Raiffeisenverbandes in der Anstaltsversammlung der Landwirtschaftlichen Rentenbank in Frankfurt (18 Jahre), Vorsitzender des Verbandes der Baden-Württembergischen Zuckerrübenanbauer (27 Jahre), Mitglied des Aufsichtsrates der Süddeutschen Zuckerrübenverwertungs-Genossenschaft in Ochsenfurt (10 Jahre), Vorstandsvorsitzender der Süddeutschen Zuckerrübenverwertungs-Genossenschaft in Ochsenfurt (17 Jahre), Mitglied des Aufsichtsrates der früheren Zuckerfabrik Franken GmbH und der Südzucker AG Mannheim, Mitglied des geschäftsführenden Vorstandes des Bauernverbandes in Baden-Württemberg (über 20 Jahre), Vorstandsmitglied der landwirtschaftlichen Sozialversicherungsträger (37 Jahre): landwirtschaftliche Berufsgenossenschaft, landwirtschaftliche Alterskasse, landwirtschaftliche Krankenkasse.
Ausgezeichnet mit dem Verdienstorden der Bundesrepublik Deutschland (Großes Verdienstkreuz) wurde Kißling 1991 in den Ruhestand verabschiedet, aber schon 1992 vom Land Baden-Württemberg beauftragt, an der Russischen Akademie für Agrarwirtschaft in Moskau Agrarmanagementseminare abzuhalten.

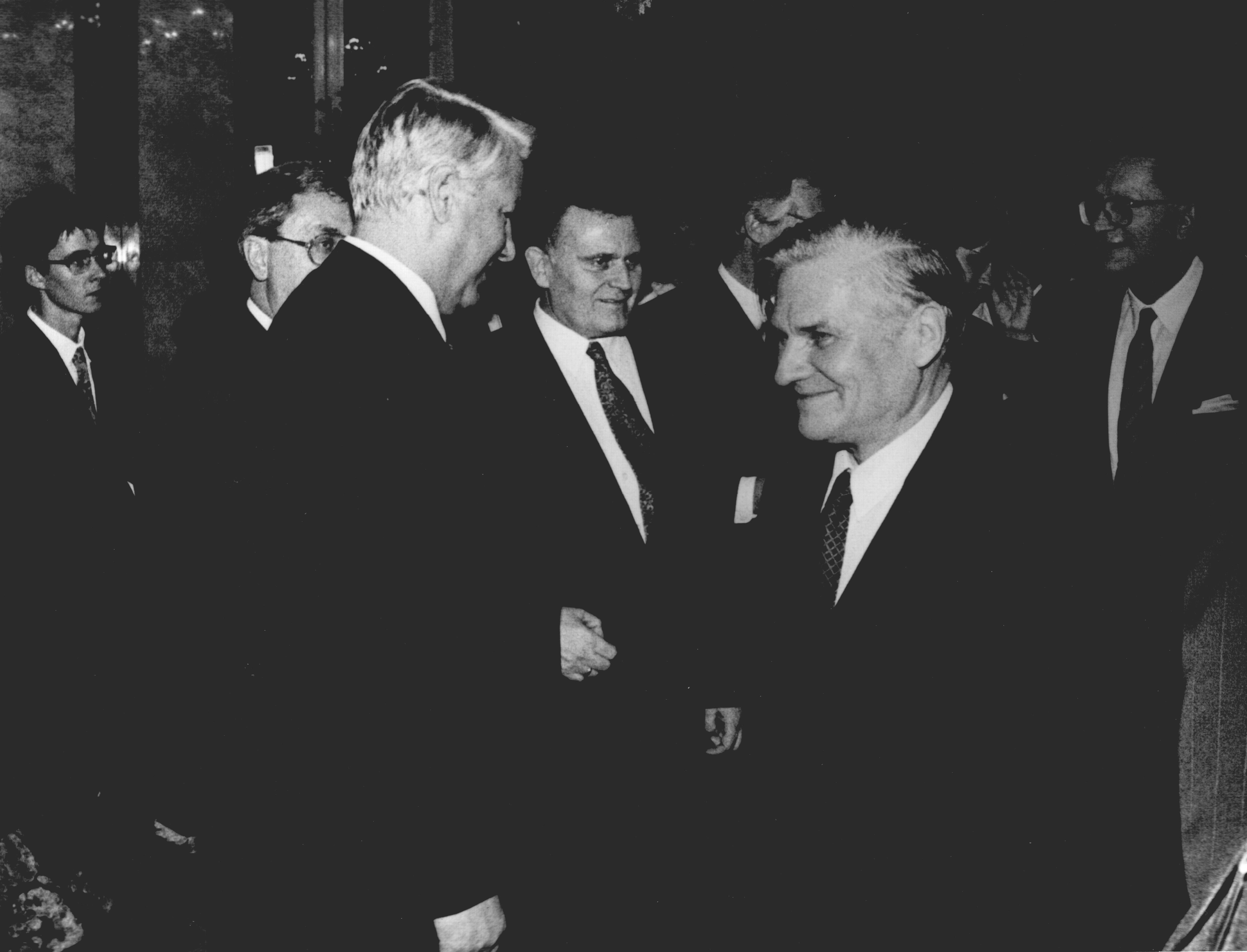
Staatsbesuch im Stuttgarter Schloss 1991, v. l. n. r.: Boris Jelzin, Erwin Teufel, Reinhold Kißling

## Ehrungen
- Ehrensenator der Universität Hohenheim[2]
- Professor h. c. der Russischen Akademie für Agrarwirtschaft in Moskau

## Auszeichnungen
- Verdienstorden der Bundesrepublik Deutschland
  - 1983 Verdienstkreuz am Bande[3]
  - 1986 Verdienstkreuz 1. Klasse[4][5]
  - 1991 Großes Verdienstkreuz[6]
- Staatsmedaille des Landes Baden-Württemberg in Gold
- Staufermedaille des Landes Baden-Württemberg
- Goldene Raiffeisen/Schulze-Delitzsch-Medaille des Deutschen Genossenschafts- und Raiffeisenverbandes in Bonn
- Goldene Ähre mit Brillant des Landesbauernverbandes in Baden-Württemberg
- Silberne Ehrennadel des Deutschen Landwirtschaftlichen Sozialversicherungsträgers
- Goldene Ehrennadel des Verbandes baden-württembergischer Zuckerrübenanbauer
- Goldene Ehrennadel des Württembergischen Weinbauverbandes
- Silberne Fahrbach-Medaille des Schwäbischen Albvereins